# Puig de s'Escolà
El puig de s'Escolà és una muntanya del massís de Randa (Mallorca) situada la major part al terme de Llucmajor i una petita part al d'Algaida.
El puig es troba molt a prop de les possessions de Son Saleta (Llucmajor) i Son Reus de Randa (Algaida), essent la majoria del vessant propietat d'aquesta darrera. També frega la muntanya la carretera MA-5010 que uneix les dues localitats. Presenta una altitud de 303 metres.
A la vora del puig es troba la font de Son Reus, aquest qanat d'origen medieval, és el més llarg de Mallorca, 300 metres, i abastia d'aigua la ciutat de Llucmajor fins a 1969. Pel que sembla a canvi d'aquest servei els propietaris de Son Reus es trobaven exempts de pagar contribució. També s'hi ha localitzat una cova amb restes prehistòriques.
El nom del puig es troba relacionat amb la llegenda del puig de ses Bruixes. Sembla que quan el rei Jaume I va foragitar les bruixes del puig veïnat, un escolà poruc va romandre sobre aquest turó proper per observar la feta.